# Públio de Malta
São Públio (em maltês San Publju) é considerado o primeiro bispo de Malta. Foi considerado o "homem principal da ilha" e a sua conversão fez de Malta a primeira nação cristã no ocidente e uma das primeiras do mundo.
Foi martirizado por volta de 125 d.C., durante a perseguição aos cristãos do imperador romano Adriano.

## Conversão de Públio
Recebeu Paulo após o naufrágio perto da ilha em sua terceira viagem, evento contado nos Atos dos Apóstolos, no que retribuiu curando o pai Públio de uma disenteria que o afligia.

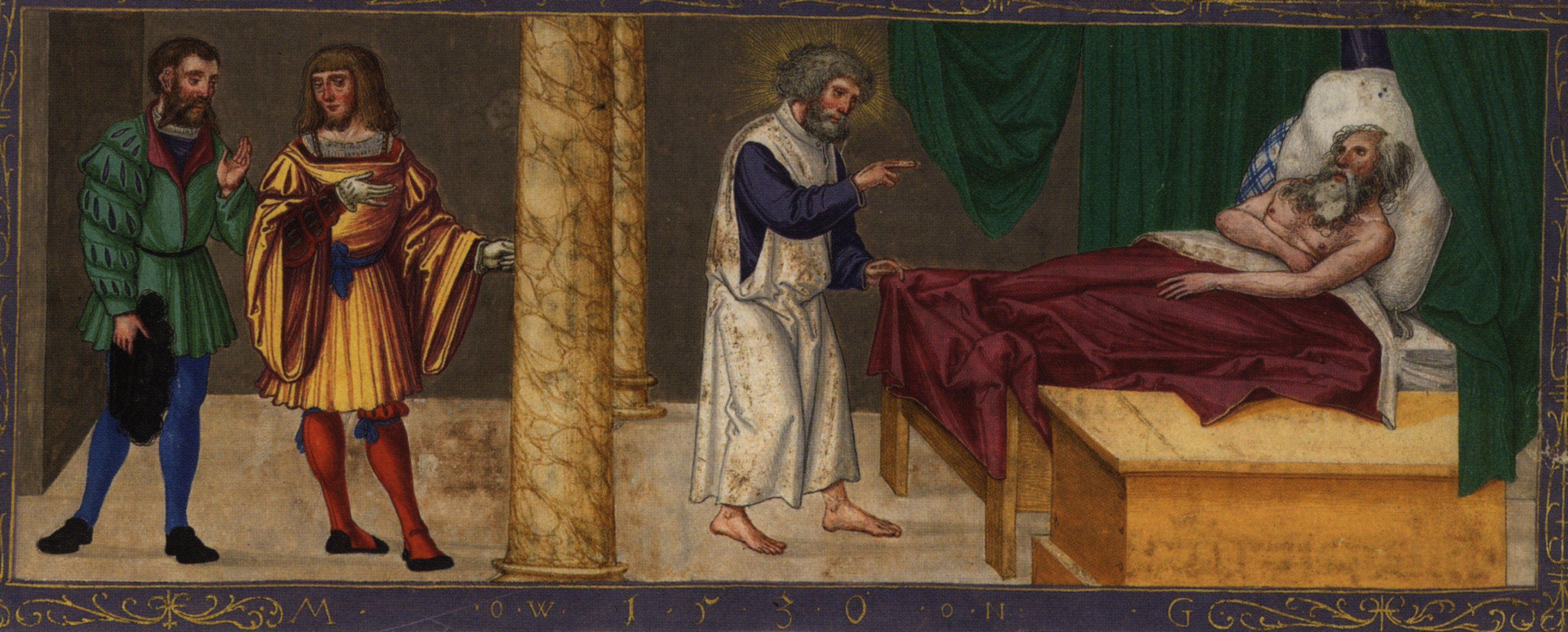
Paulo cura o pai de Públio.
Miniatura na Bíblia de Ottheinrich, Bayerische Staatsbibliothek, por Mathis Gerung.

| “ | Na vizinhança daquele lugar havia algumas terras pertencentes ao homem principal da ilha, chamado Públio, o qual nos recebeu e hospedou com muita bondade por três dias. Estando doente de cama, com febre e disenteria, o pai de Públio, Paulo foi visitá-lo e, tendo feito oração, impôs-lhe as mãos e o curou. Feito isto, os outros doentes da ilha vinham também e eram curados, e estes nos distinguiram com muitas honras e, ao partirmos, puseram a bordo o que nos era necessário. | ” |
|   | — Atos 28:7–10. |   |